# Štěpánka Mertová
Štěpánka Mertová (née le 11 décembre 1930 et morte le 20 septembre 2004) est une athlète tchèque, spécialiste du lancer du disque. 
Représentant la Tchécoslovaquie, elle remporte la médaille d'argent du lancer du disque lors des championnats d'Europe 1958, devancée par la Soviétique Tamara Press. Elle termine 4e en 1954, 8e en 1962 et 1966.
Elle se classe 8e des Jeux olympiques de 1956 et 11e des Jeux olympiques de 1960.